# Хоэнкаммер
Хоэнкаммер (нем. Hohenkammer) — община в Германии, в земле Бавария. 
Подчиняется административному округу Верхняя Бавария. Входит в состав района Фрайзинг.  Население составляет 2299 человек (на 31 декабря 2010 года). Занимает площадь 25,74 км².

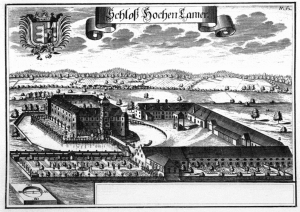
Хоэнкаммер